# 集寧路

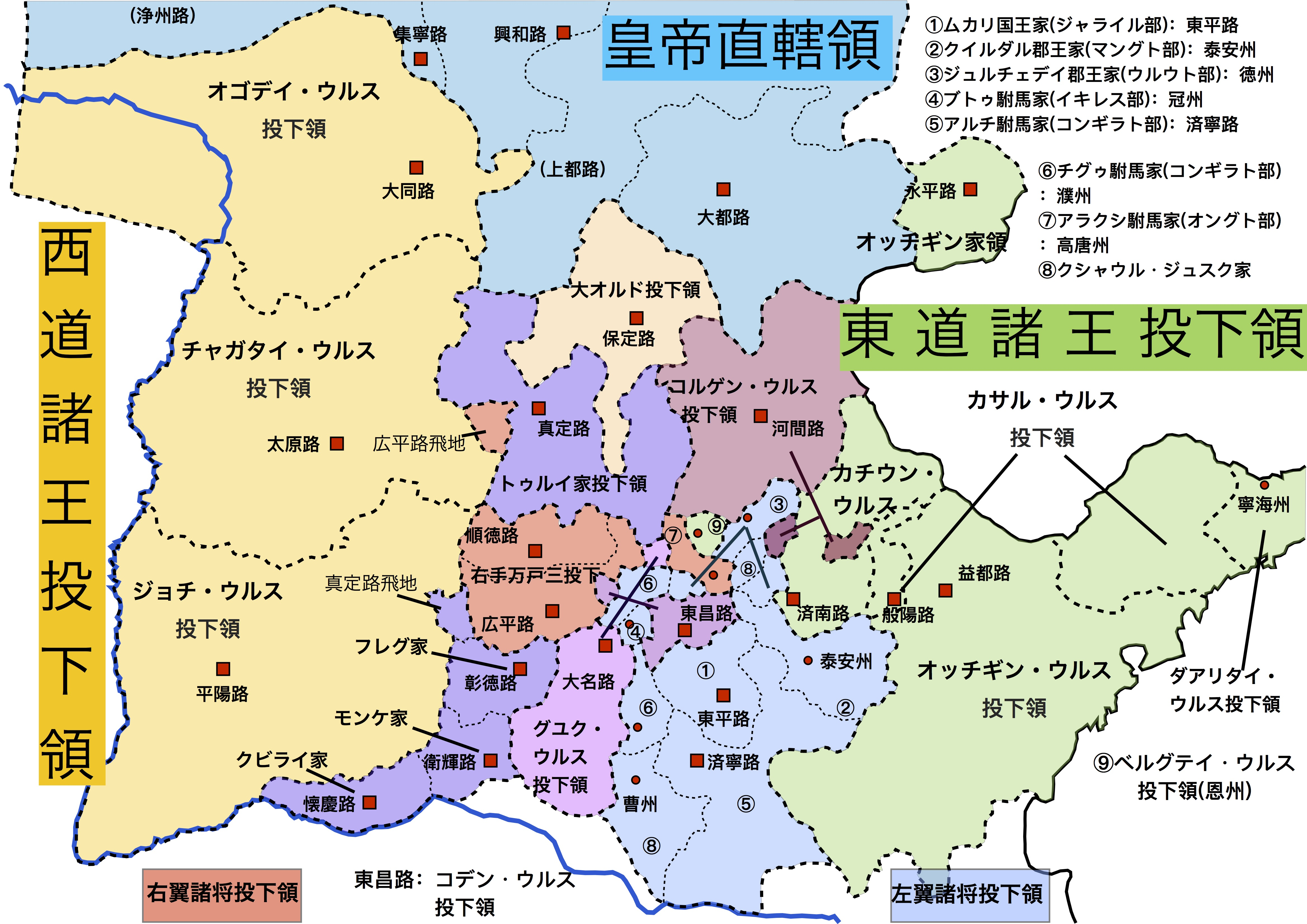
モンゴル時代の華北投下領。集寧路は上部中央に位置する。

集寧路（しゅうねいろ）は、中国にかつて存在した路。モンゴル帝国および大元ウルスの時代に現在の内モンゴル自治区ウランチャブ市集寧区一帯に設置された。

## 歴史
『元史』巻58志10地理志1は集寧路について具体的な記録を残しておらず、集寧路の設置年代・位置などについては不明な点が多い。
『元史』巻25仁宗本紀2には「1316年（延祐3年）11月、集寧路・砂井・浄州路の同知・府判・提控・案牘各一員を増員した」とあり、少なくとも1316年以前に設置された路であった。
『大清一統志』巻409には「集寧廃県」についての記述があり、興和路の西150里に位置していたこと、その廃城が少なくとも清朝の時代まで残存していたことが記されている。

## 管轄県
集寧路には集寧県のみが設置されていた。